# Observatori Astronòmic Nacional de Llano del Hato
L'Observatori Astronòmic Nacional de Llano del Hato (també conegut com a Astrofísico de Mérida o simplement Observatorio Llano del Hato) (codi 303) és un observatori astronòmic situat en els predis de la població d'Apartaderos de l'estat de Mèrida (Veneçuela) a una altura de 3.600 msnm, convertint-lo en un dels observatoris enclavats a major altura del món. L'observatori és administrat pel Centre d'Investigacions d'Astronomia (CIDA), que és a més, l'ens encarregat de dur-hi a terme els estudis.
L'observatori consta de 4 cúpules (cadascuna amb un telescopi), un museu i les residències pels científics. És el major complex d'observació de Veneçuela i el major entre els que operen prop de la línia de l'Equador; per la seva localització posseeix l'avantatge de poder observar els dos hemisferis.

## Història
A la dècada dels anys 50 del segle xx, l'astronomia que es realitzava a Veneçuela es restringia a les observacions que es realitzaven a Caracas a l'Observatori Cagigal fundat el 1888. Per aquesta dècada al llavors director d'aquest observatori Eduardo Röhl se li encomana viatjar a Alemanya i adquirir per a Veneçuela els equips per a un important institut multidisciplinari.
Entre els equips que Röhl encarrega hi ha: 
- un telescopi de camp ampli tipus Schmidt
- un astrògraf doble
- un telescopi cercle meridià
- dos telescopis foto zenitals
- un instrument anomenat de passatge

tots aquests instruments de la marca Askania.
Addicionalment també es demana:
- un telescopi reflector
- un telescopi refractor

de la marca Zeiss.
S'encarrega a arquitectes alemanys la construcció de les cúpules, les plataformes pels telescopis, i l'avantprojecte del disseny i de la construcció dels edificis. Com a conseqüència dels canvis polítics ocorreguts a finals d'aquesta dècada al país així com la mort del Dr Röhl el projecte es paralitza.
Per a la dècada dels anys 60 del segle XX una comissió presidida pel físic i matemàtic Francisco José Duarte Isava s'encarrega del projecte. Ja part de l'equip havia arribat a Veneçuela, però es presenten nous problemes amb la ubicació dels equips, ja que la ciutat de Caracas no resultava adequada per la seva contaminació lluminosa. Pel 1962 es conclou que la millor zona es presentava a la regió andina prop de la ciutat de Mèrida.
En els anys següents alguns dels equips d'astrometria menors es van instal·lar a l'Observatori Cagigal, mentre que la resta van romandre emmagatzemats fins que l'any 1971 foren traslladats a Mèrida per a la seva reparació i acoblament de les cúpules. Durant aquest temps, els enginyers de la Universitat dels Andes van seleccionar una àrea a prop del poble del Llano del Hato per a la construcció dels observatoris.
Al desembre de 1975, per decret presidencial, es crea la Fundació Centre d'Investigacions d'Astronomia Francisco J. Duarte (CIDA).

## Equips
- Telescopi gran refractor:[6] el seu objectiu està compost per un doblet acromàtic (doble lent) de 650 mm. de diàmetre i la seva distància focal és de 10,5 metres.
- Telescopi reflector:[7] el seu objectiu està compost per un mirall primari d'1 metre de diàmetre i una distància focal de 5 metres. El segon mirall convex té una distància focal efectiva de 20 metres i fa augmentar les imatges unes quatre vegades.
- Telescopi panoràmic J. Stock (del tipus Schmidt):[8] la seva configuració utilitza una lent correctora d'1 metre de diàmetre i un mirall còncau esfèric com a objectiu.
- Telescopi astrogràfic doble:[9] consisteix en dos reflectors bessons optimitzats per a operar un en llum blava i l'altra en llum vermella, i és utilitzat per a la determinació de posicions i moviments estelars amb gran precisió.
- Càmeres CCD [10] La càmara YIC consisteix en un mosaic de 16 CCD's de 2048 x 2048 píxels per a un gran total de 67 megapíxels; aquesta càmera és una de les més grans existents en el món per a l'ús de l'astronomia.

## Galeria d'imatges

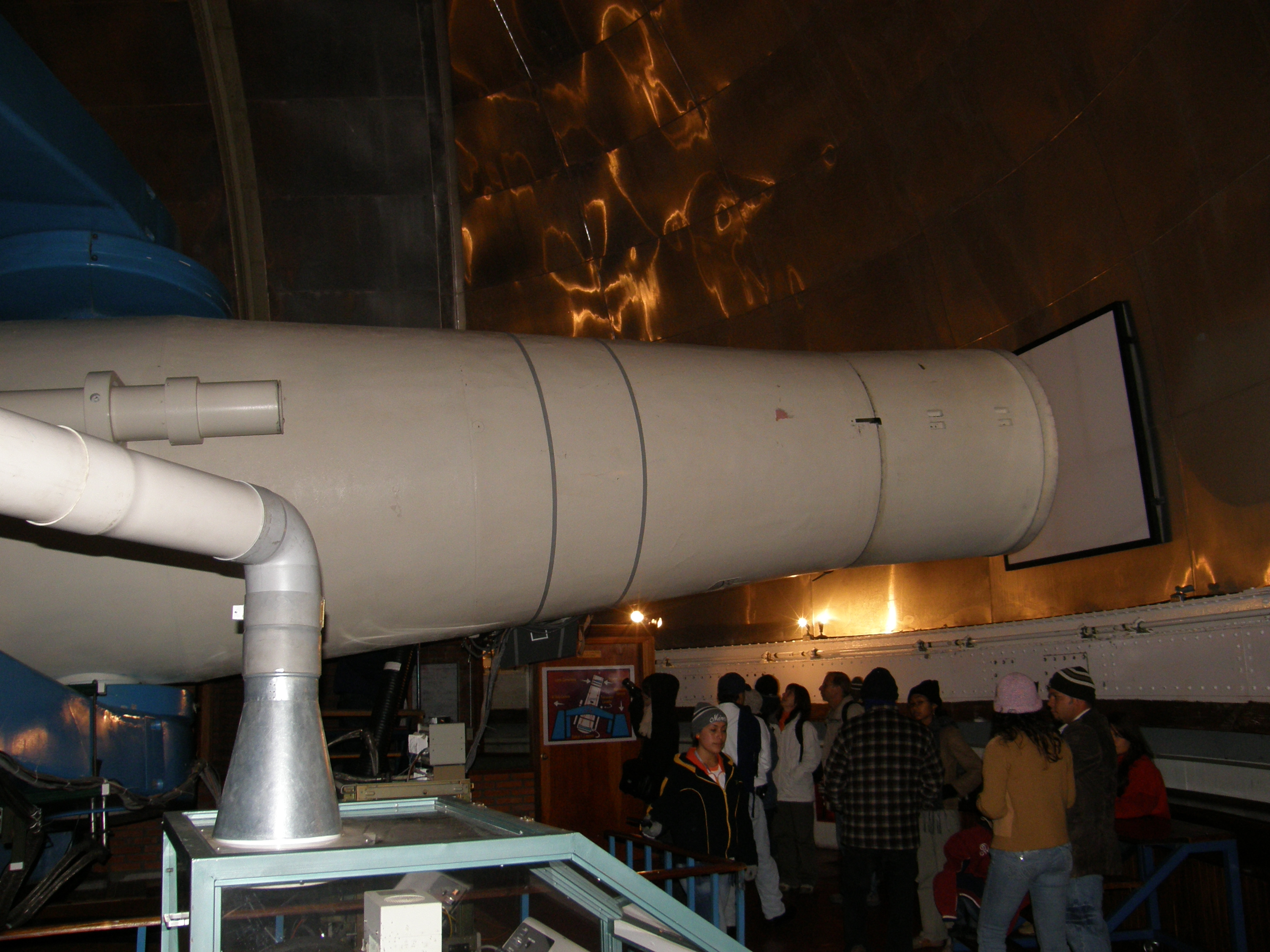
Àrea del Telescopi Stock (Schmidt).
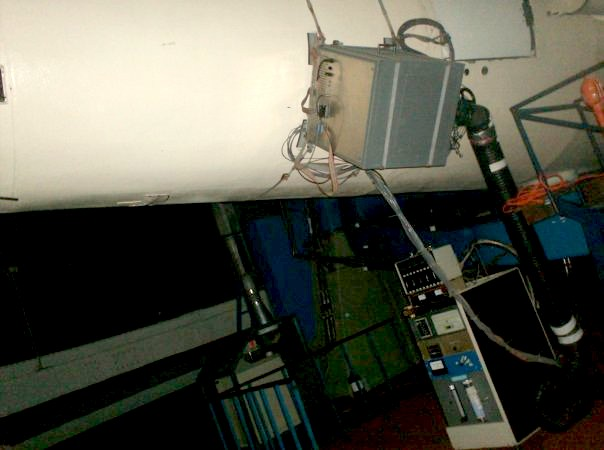
Àrea del Telescopi Stock (Schmidt).
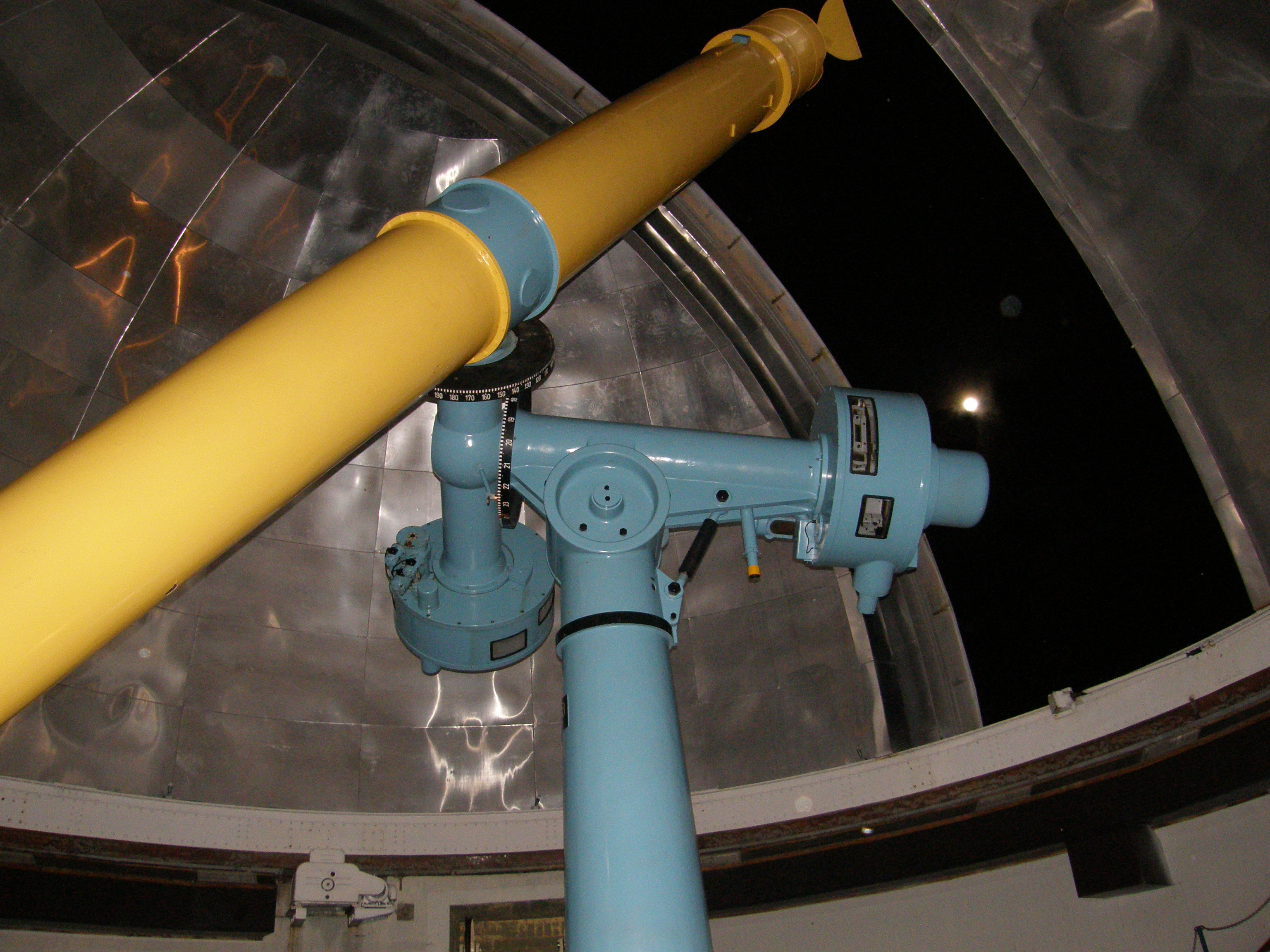
Telescopi gran refractor.
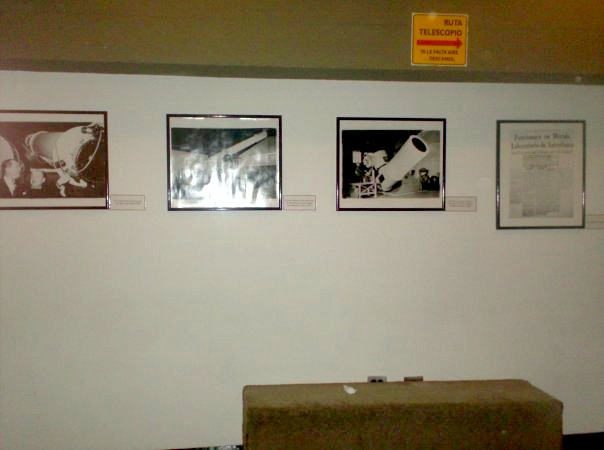
Àrea del Museu.
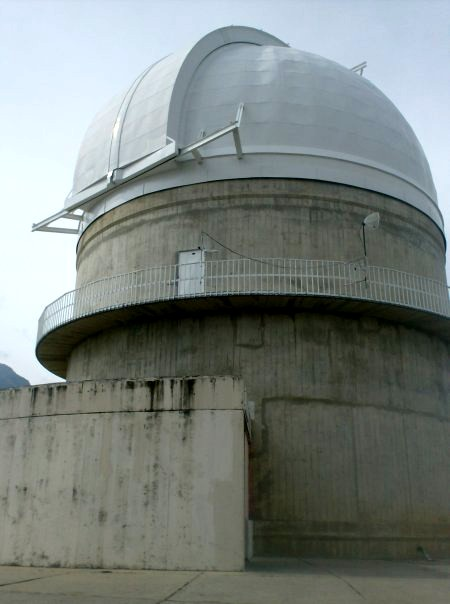
Instal·lacions.
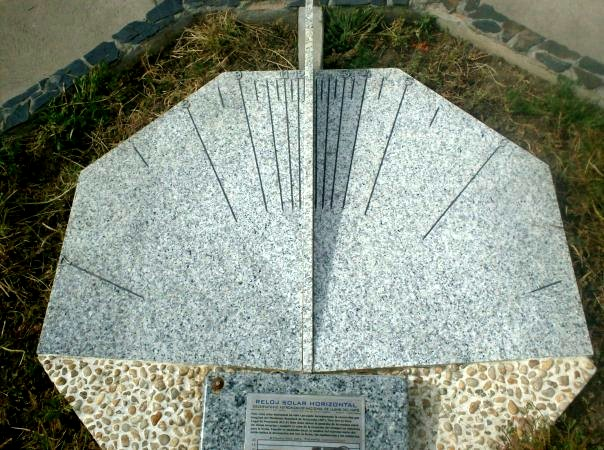
Rellotge solar.
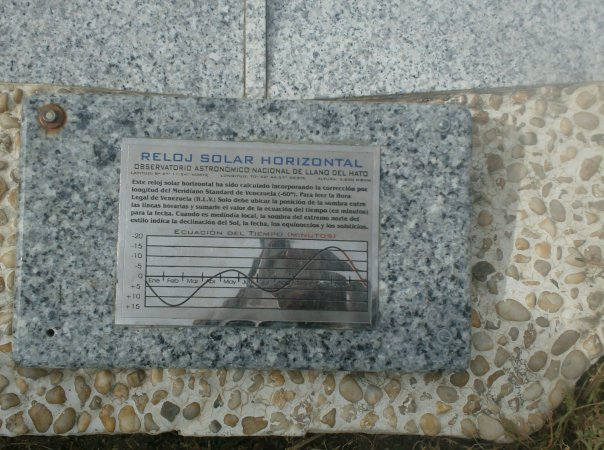
Rellotge solar.

## Asteroides descoberts per l'Observatori Astronòmic Nacional de Llano del Hato
- (9357) Venezuela
- (11193) Mérida
- (12359) Cajigal
- (12360) Unilandes
- (12367) Ourinhos
- (12758) Kabudarí
- (15050) Heddal
- (15453) Brasileirinhos
- (16645) Aldalara
- (127870) Vigo
- (128166) Carora
- (149528) Simónrodríguez
- (159776) Eduardoröhl
- (161278) Cesarmendoza
- (17494) Antaviana
- (189310) Polydamas
- (196476) Humfernandez
- (201497) Marcelroche